# Корчагин, Мстислав Васильевич
Мстислав Васильевич Корчагин (25 июня 1922, Москва — 1 ноября 1953) — советский кинорежиссёр.

## Биография
Родился 25 июня 1922 года.
В годы Великой Отечественной войны Корчагин воевал на фронте, был танкистом.
После войны поступил на режиссёрский факультет ВГИКа, обучался в мастерской Сергея Юткевича и Михаила Ромма.
Окончив институт в 1951 году, Корчагин стал работать в тандеме с Владимиром Басовым. Их первый совместный фильм «Нахлебник», поставленный по одноимённой пьесе Тургенева, вышел на экраны в 1953 году. В том же году Корчагин с Басовым работали над экранизацией повести Аркадия Гайдара «Школа». Фильм получил название «Школа мужества». При окончании съёмок 1 ноября 1953 года Корчагин погиб в авиакатастрофе. Катастрофа Ли-2 Северо-Кавказского территориального управления ГВФ произошла при посадке рейса 270 Ростов-на-Дону — Харьков — Москва в аэропорту Харькова 31 октября 1953, в ней же погиб снимавшийся в фильме актёр и директор Московского театра им. Пушкина Николай Чаплыгин. Картина вышла на экраны в 1954 году и была отмечена премией международного кинофестиваля в Карловых Варах.
Похоронен на Введенском кладбище (13 уч.).